# Geomyphilus macgregori
Geomyphilus macgregori är en skalbaggsart som beskrevs av Islas 1955. Geomyphilus macgregori ingår i släktet Geomyphilus och familjen Aphodiidae. Inga underarter finns listade i Catalogue of Life.